# Bredgöl (Locknevi socken, Småland)
Bredgöl är en sjö i Vimmerby kommun i Småland och ingår i Botorpsströmmens huvudavrinningsområde.